# Bősze Péter (orvos)
Bősze Péter (Debrecen, 1938. december 9. – 2025. január 5.) magyar orvos, onkológus, egyetemi tanár, az MTA doktora.

## Életpályája
1970-1988-ig az Orvostovábbképző Intézet Szülészeti Klinikáján dolgozott különböző beosztásokban, 1983-ban docens lett. Gyakorló orvosként több mint ötezer gyermeket segített a világra. Jelentős szerepe volt a szülészeti, meddőségi, magzati genetikai és a nőgyógyászati endokrinológiai szakmai irányelvek kidolgozásában.
1988-tól az Országos Onkológiai Intézet Nőgyógyászati Onkológiai Osztályát vezette. A nőgyógyászati daganatok kiterjesztett sebészeti kezelésének hazai megteremtői között volt. 1994-ben védte meg akadémiai doktori értekezését.
Kutatási területei a rák, azon belül a HPV-carcinogenesis,  rákgenetika valamint a nőgyógyászati endokrinológia. Részt vett a nőgyógyászati onkológiai képzés európai szintű egységesítésében, amelynek célja volt, hogy a betegellátás hazánkban is magas színvonalú legyen.  2014-től a Semmelweis Egyetem I. sz. Szülészeti Klinika tanácsadója volt. Előadóként jelent meg 2017. február 23-án a Semmelweis Egyetem által rendezett fórumon.
Meghatározó szerepe volt az orvosi szaknyelv oktatásában.
Több társadalmi szervezeti tagsággal rendelkezett. Anyanyelvünk Európában Elnöki Bizottság (szavazati jogú tag), Magyar Nyelv a Tudományban Elnöki Bizottság (szavazati jogú tag), Klinikai Műtéti Tudományos Bizottság, Magyar Nyelvi Osztályközi Állandó Bizottság (szavazati jogú tag), Orvosi Nyelvi Munkabizottság (elnök), Professzorok Batthyány Köre (Batthyány Lajos Alapítvány).

## Díjai, elismerései
- Lőrincze Lajos-díj: 2013[11]
- Díszoklevél (Magyar Nyelvtudományi Társaság): 2010
- Kiváló Munkáért (Művelődési Minisztérium): 1986
- Bársony-díj (Orvostovábbképző Egyetem): 1975
- Bársony-díj (Orvostovábbképző Egyetem): 1974
- Markusovszky-díj: 1975[12]
- Magyar Tudományos Akadémia pályázatának díja

## Külső hivatkozások
- A tanuláshoz mindkét agyféltekére szükség van - Konferencia a szaknyelv és a nyelvoktatás ügyéről a Budapesti Gazdasági Egyetem Zalaegerszegi Gazdálkodási Karán, az Infocentrumban 20170519 hír a ZAOL-ban- Archiválva 2019. május 28-i dátummal a Wayback Machine-ben